# Skokówko
Skokówko – wieś w Polsce położona w województwie wielkopolskim, w powiecie gostyńskim, w gminie Borek Wielkopolski, nad rzeką Pogoną. Skokówko to obecnie jedna z mniejszych miejscowości w gminie, składająca się z 10 numerów (w tym jeden blok popegeerowski). Liczba mieszkańców wynosi około 90; a istnieje pięć gospodarstw rolnych.

## Historia
Skokówko założone zostało w XVI wieku jako folwark pańszczyźniany. Pod koniec XVIII wieku znajdowało się tutaj pięć czworaków, które zamieszkiwało niespełna 100 osób. W 1838 roku baron Karol Graeve przeniósł tu ze Skokowa chłopów, żądających uwłaszczenia. Na ich potrzeby rozparcelował część majątku. Powstały wówczas gospodarstwa porozrzucane wśród pól (kolonie). Ten układ wsi przetrwał do dzisiejszych czasów, gdzie gospodarstwa rozrzucone są wśród pól.
W okresie Wielkiego Księstwa Poznańskiego (1815-1848) miejscowość należała do wsi mniejszych w ówczesnym pruskim powiecie Krotoszyn w rejencji poznańskiej. Folwark Skokówko należał do okręgu borkowskiego tego powiatu i stanowił część majątku Zdziesz, którego właścicielem był wówczas Karol Gräve. Według spisu urzędowego z 1837 roku wieś liczyła 95 mieszkańców, którzy zamieszkiwali 5 dymów (domostw).
W 1864 roku we wsi znajdowały się trzy domy murowane. Folwark zajmował się produkcją zboża oraz chmielu (niewielka produkcja, która wystarczyła na potrzeby browaru dworskiego). W 1864 roku na stanie majątku było 27 koni, 86 sztuk bydła rogatego i 890 owiec. Powierzchnia ziemi uprawnej wynosiła wówczas 1051 morg. Oprócz folwarku w Skokówku funkcjonowała także cegielnia.
W 1930 roku na terenie majątku znaleziono trzy szkielety z toporem i sztyletem pochodzące z okresu potopu szwedzkiego.
Po wojnie folwark przekształcono w państwowy zakład rolny, który wchodził w skład PGR Karolew. Współcześnie prywatny przedsiębiorca uprawia ziemię po tym zakładzie, jednak obiekty z czasów przedwojennych pozostają opuszczone. 
W latach 1975–1998 miejscowość administracyjnie należała do województwa leszczyńskiego.